# Liste der Naturdenkmale in Sölden (Schwarzwald)
| Naturdenkmale | Anzahl |
| ------------- | ------ |
| FND           | 1      |
| END           | 2      |
| Gesamt        | 3      |

Die Liste der Naturdenkmale in Sölden nennt die verordneten Naturdenkmale (ND) der im baden-württembergischen Landkreis Breisgau-Hochschwarzwald liegenden Gemeinde Sölden. In Sölden gibt es insgesamt drei als Naturdenkmal geschützte Objekte, davon ein flächenhaftes Naturdenkmal (FND) und zwei Einzelgebilde-Naturdenkmale (END).
Stand: 1. November 2016.

## Flächenhafte Naturdenkmale (FND)
| Name                     | Bild | Kennung     | Einzelheiten | Position | Fläche Hektar | Datum        |
| ------------------------ | ---- | ----------- | ------------ | -------- | ------------- | ------------ |
| Gräblematten             | BW   | 83151070001 | Sölden       | ⊙        | 1,0           | 8. Dez. 2006 |
| Legende für Naturdenkmal |      |             |              |          |               |              |

## Einzelgebilde (END)
| Name                         | Bild | Kennung     | Einzelheiten | Position | Fläche Hektar | Datum         |
| ---------------------------- | ---- | ----------- | ------------ | -------- | ------------- | ------------- |
| 1 Sommerlinde am Schwabenhof | BW   | 83151070003 | Sölden       | ⊙        | 0,0           | 15. Apr. 1964 |
| 1 Sommerlinde                | BW   | 83151070002 | Sölden       | ⊙        | 0,0           | 15. Apr. 1964 |
| Legende für Naturdenkmal     |      |             |              |          |               |               |